# Canga

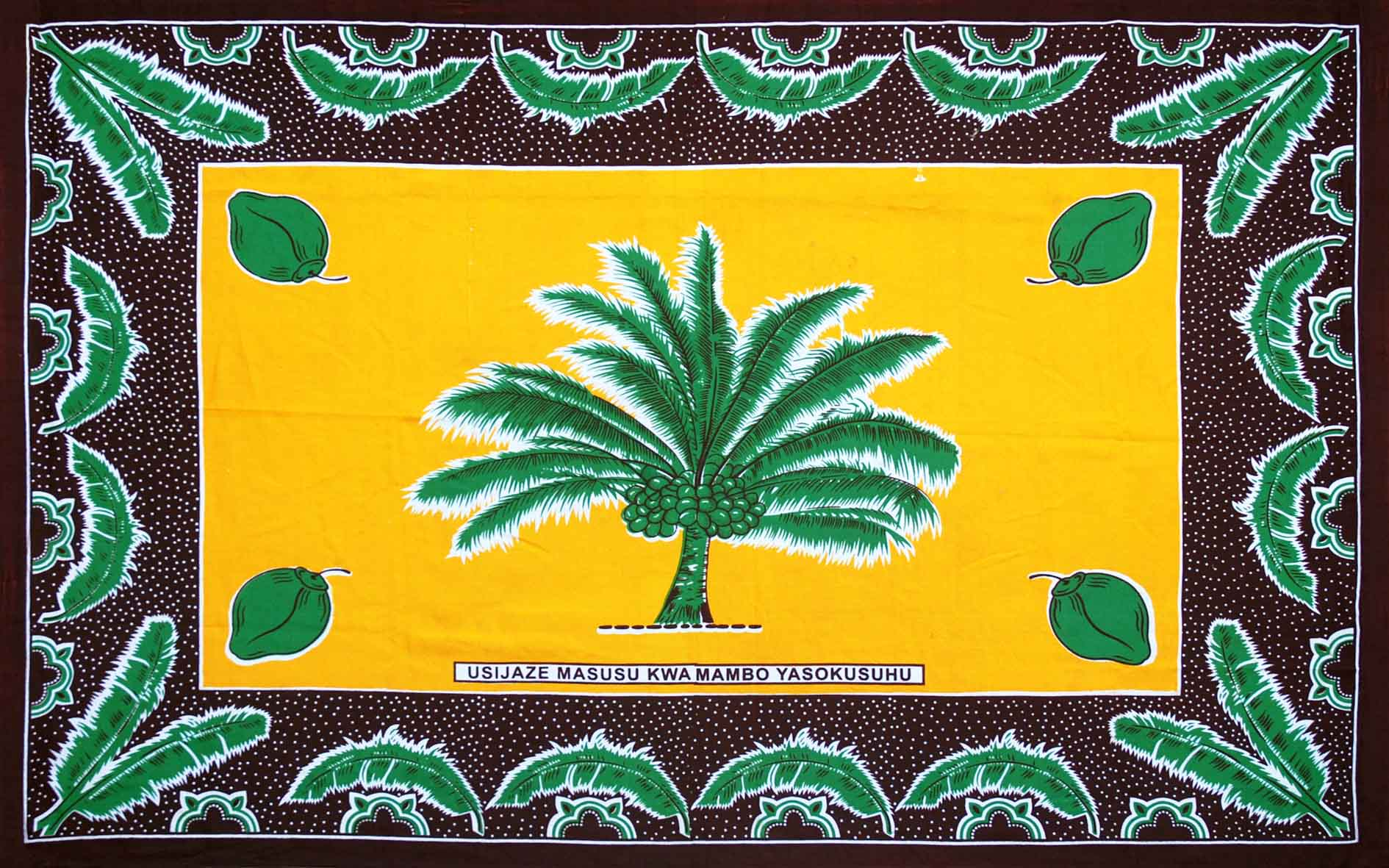
Canga (Tanzânia, 2011)

Canga (kanga) é um tecido colorido semelhante ao quitengue, mas mais leve, usado por mulheres e ocasionalmente por homens em toda a região africana dos Grandes Lagos. É um pedaço de tecido de algodão impresso, com cerca de 1,5 m por 1 m, geralmente com uma borda ao longo dos quatro lados (chamada pindo em suaíli) e uma parte central ( mji ) que difere em design das bordas. Eles são vendidos em pares, que podem ser cortados e dobrados para serem usados como um conjunto. 
Enquanto o kitenge é um tecido mais formal usado para roupas bonitas, a canga é muito mais do que uma peça de roupa, mas pode ser usada como saia, envoltório da cabeça, avental, porta-panela, toalha e muito mais. A canga é culturalmente significativa na costa leste da África, geralmente dado como presente para aniversários ou outras ocasiões especiais.  Eles também são entregues a famílias em luto na Tanzânia após a perda de um membro da família como parte de um michengo (ou coleção) no qual muitos membros da comunidade investem um pouco de dinheiro para sustentar a família em seu luto. Cangas também são semelhantes aos quixutu e quicoio que são tradicionalmente usados pelos homens. 
O padrão mais antigo da canga era modelado com pequenos pontos ou manchas, que se parecem com a plumagem da galinha da Guiné, também chamada de "canga" em suaíli. É daí que o nome vem, ao contrário da crença de que vem de um verbo suaíli para fechar.     

## Origens

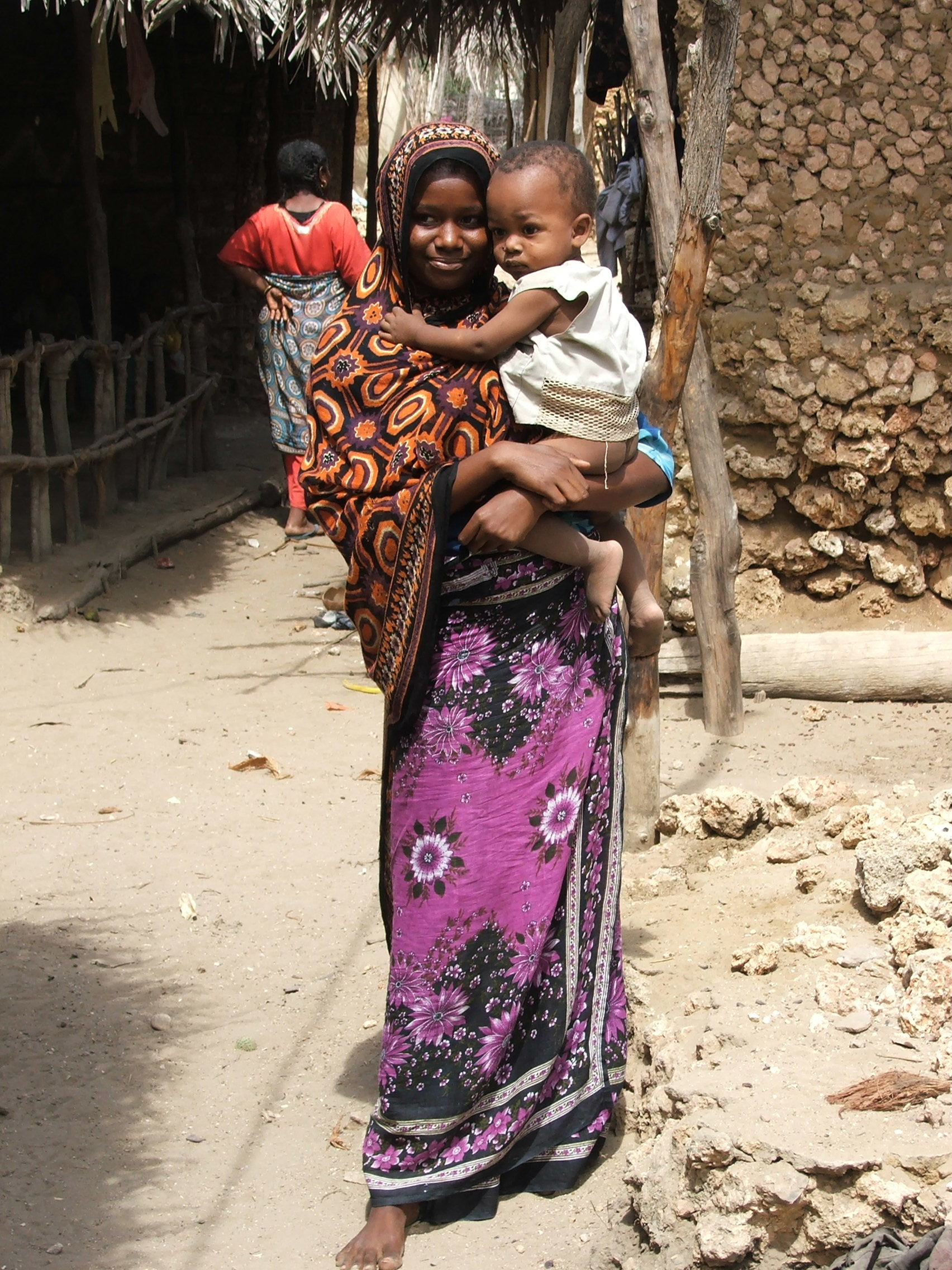
Uma mulher vestindo uma canga em Siu na Ilha Pate, no Quênia.

As cangas são um tipo tradicional de vestuário entre as mulheres na África Oriental desde o século XIX. 

### Mericani
Segundo algumas fontes, ela foi desenvolvida a partir de um tipo de tecido de algodão cru, importado dos EUA. O tecido era conhecido como merikani em Zanzibar, um substantivo suaíli derivado do adjetivo americano (indicativo do local de origem). Escravos masculinos o envolveram em volta da cintura e escravos femininos o envolveram sob as axilas.  Para tornar o tecido mais feminino, as mulheres escravas ocasionalmente as tingiam de preto ou azul escuro, usando índigo obtido localmente. Este mericani tingido foi referido como caniqui.  As pessoas desprezavam o caniqui devido à sua associação com a escravidão. As mulheres ex-escravas que tentavam fazer parte da sociedade suaíli começaram a decorar suas roupas mericani. Eles fizeram isso usando uma das três técnicas; uma forma de resistir à morte, uma forma de impressão em bloco ou pintura à mão. Depois que a escravidão foi abolida em 1897, cangas começaram a ser usada para auto-capacitação e para indicar que o usuário possuía riqueza pessoal. 

### Lenços
Segundo outras fontes, a origem está nas praças do lenço chamadas lencos trazidas por comerciantes portugueses da Índia e da Arábia. Damas elegantes em Zanzibar e Mombasa, começaram a usá-las costurando seis lenços em um padrão 3X2 para criar um grande envoltório retangular. Logo eles se tornaram populares em toda a região costeira, expandindo-se posteriormente para a região dos Grandes Lagos. Eles ainda são conhecidos como lesos ou lessos em algumas localidades, após a palavra em português.

### Fabricação
Até meados do século XX, elas eram desenhadas e impressas principalmente na Índia, Extremo Oriente e Europa. Desde a década de 1950, as cangas começaram a ser impressas também na cidade de Morogoro, na Tanzânia (MeTL Group Textile Company) e no Quênia (Rivatex e Thika Cloth Mills Ltd são alguns dos maiores fabricantes do Quênia) e em outros países do continente africano. 

### Provérbios
No início de 1900, provérbios, aforismos e slogans foram adicionados as cangas. Um comerciante de Mombaça, Kaderdina Hajee Essak, também conhecido como "Abdulla", começou a distinguir seus cangas com a marca "KHE - Mali ya Abdulla",  à qual costumava acrescentar um provérbio em suaíli. Inicialmente, eles foram impressos em escrita árabe e, posteriormente, em letras romanas.  Na parte oriental da região, as frases em suaíli são tradicionais, enquanto nas áreas centrais as frases em suaíli e Lingala são populares. 

## Aparência
- Geralmente as cangas são 150 cm de largura por 110   cm de comprimento.
- Elas são retangulares e sempre têm uma borda ao longo dos quatro lados.
- Muitas vezes, as cangas têm um símbolo central.
- A maioria das cangas modernas tem um ditado, geralmente em suaíli.

Existem muitas maneiras diferentes de usar cangas. Uma maneira tradicional de usar a canga é enrolar uma peça como xale, cobrir a cabeça e os ombros e outra peça enrolada na cintura. Cangas também são usados como portadores de bebês. 

## Veículo de comunicação

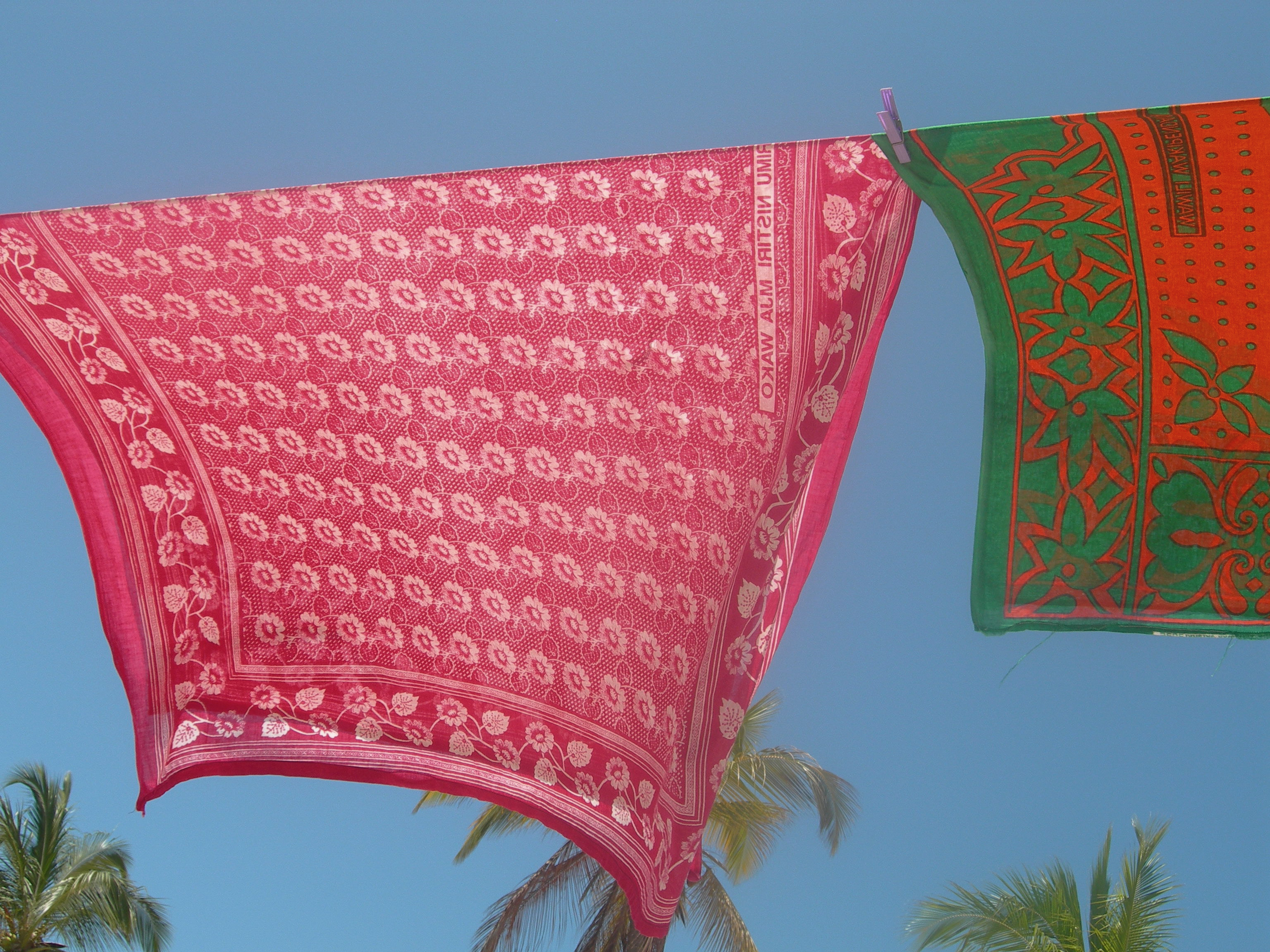
Cangas secando em uma linha em Paje, Zanzibar, Tanzânia

Normalmente, as cangas consistem em três partes: o pindo (borda larga), o mji (motivo central), Ujumbe ou jina (suaíli) são apresentados em uma faixa que contém uma mensagem. É menos comumente escrito em árabe ou comoriano. Outros países que produzem suas próprios cangas escrevem as mensagens / nomes canga em seus principais idiomas: em Madagascar (República Malgaxe), onde são conhecidos como lambas, eles apresentam oabolana, provérbios tradicionais escritos em malgaxe; eles também são produzidos na Zâmbia e no Malawi. Essa mensagem é chamada de jina (literalmente 'nome') das cangas. As mensagens geralmente estão na forma de enigmas ou provérbios. Ao dar uma canga como presente, é preciso estar atento ao provérbio, pois pode ser um pouco ofensivo. Ocasionalmente, um deles é dado como presente em um casamento para expressar a opinião de uma pessoa de que o casal não deveria se casar! No entanto, a maioria das mensagens expressa bons sentimentos e bons desejos. Alguns exemplos de provérbios: 
- Majivuno hayafai: Não há valor em se exibir. [8]
- Mkipendana mambo huwa sawa: Tudo está bem se vocês se amam
- Japo sipati tamaa sikati: Mesmo não tendo nada, não desisti do meu desejo de conseguir o que queria
- Wazazi ni dhahabu kuwatunza ni thawabu Os pais são ouro; cuidar deles é uma bênção.
- Sisi sote abiria dereva ni Mungu : Somos todos passageiros, Deus é o motorista.
- Fimbo La Mnyonge Halina Nguvu: Os fracos punidores sopram, são fracos. [9]
- Mwanamke mazingira tunataka, usawa, amani, maendelo : Nós (mulheres) queremos igualdade, paz e progresso
- Naogopa simba na meno yake siogopi mtu kwa maneno yake : Eu tenho medo de um leão com seus dentes fortes, mas não de um homem com suas palavras  (letra).
- Leo e siku ya shangwe na vigelegele : Hoje é dia de celebrações e ululações.